# 报导 (俄罗斯电视节目)
报导（俄语：Вести）是俄罗斯全俄国家电视广播公司制作的电视新闻节目，在俄罗斯-1频道和俄罗斯环球频道播出。节目设有天气预报、“本地时间”（俄语：Местное время）环节。90年代中期开始，《报导》一般每三个小时播出一档，其中8:00档时长20分钟，9:00、11:00档时长30分钟，14:00档时长50分钟，17:00档时长15分钟，20:00档时长80分钟（包括莫斯科地方新闻时段）。

## 历史

### 1990年代
《报导》栏目的创办者包括叶夫根尼·基谢廖夫、奥列格·多布罗杰耶夫、时任全俄国家电视广播公司主席奥列格·波普佐夫以及时任公司总监阿纳托利·李森科。第一期《报导》在1991年5月13日17:00播出，时长10分钟，主播为原先主持《600秒》栏目的斯维特兰娜·索罗金娜。伴随着《报导》栏目的开播，俄罗斯电视台正式开播（当时仍与苏联中央电视台第二套节目共用频道）。当晚20:00和23:00播出了另外两期15分钟长的《报导》，次日开始节目播出时间为20:00和23:00，每期15分钟。
节目早期主播来自苏联中央电视台的《电视新闻服务》栏目组，第一任总监则为原先任职苏联中央电视台资讯节目主编部副主编的奥列格·多布罗杰耶夫，节目组的记者、报道员、编辑、摄影师、导播大多为年轻人，其中有不少员工在莫斯科国立大学新闻系学习。节目每条新闻的开头会标注新闻编辑和通讯员的姓名，偶尔也会标注摄影师和音响师的姓名。
与《时间》以及其他苏联时期的电视新闻相比，《报导》的节目形式更加创新，风格尖锐、精确、简洁，节目具有明显的反对派特征，与苏联经济改革时期相吻合，节目将苏联领导人视为“人民”，没有其他苏联电视节目的陈词滥调。这些特点也是节目开播初期收视率高的原因。不过在八一九事件之后，节目从一个事实上的反对派媒体、反对苏联官方的媒体，逐渐转换为后苏联时代的官方媒体，这一立场的转变使得不少员工离开节目组，转职奥斯坦金诺第一频道，加入叶戈尔·雅科夫列夫的团队。
苏联中央电视台第二套节目停播后，1991年12月30日，14:00增加一档时长15分钟的《报导》栏目，此后在1992年1月20日增加8:00档《报导》，重播前一晚的23:00档。1994年1月10日，夜间档《报导》改在23:20播出。2月1日，早间档《报导》改在7:00播出，并改为直播。4月4日开始，7:00《报导》改在11:00播出，时长5分钟，工作日14:00档改在16:00播出。1994年7月4日，11:00档《报导》改在12:00播出，23:20档改回23:00播出。
1994年秋季，《报导》栏目迁出奥斯坦金诺电视中心，改在叶姆斯科格波亚五街新建的信息技术综合体播出。新的演播室由荷兰的公司参与设计，以编辑部为背景，并实现电脑化制作。
1996年开始，节目逐渐抛弃“情绪化渲染的新闻”的观念，改为“克制地、公平地报道新闻”，在这一转变下，以编辑评论的方式报道新闻不再符合电视台的方针，《报导》节目多名主播离职。节目收视率开始下跌，而新成立的俄罗斯公共电视台和俄罗斯独立电视台，其新闻节目吸引了不少观众，使得国有的РТР频道（原俄罗斯电视台，现俄罗斯-1）无法在资讯领域无条件地占据领先地位。克里姆林宫开始要求电视台以政府官方的角度报道所有新闻事件，而РТР也几乎没有参与这一时期的“资讯战争”，特例之一是1999年3月17日至18日播出俄罗斯联邦检察长尤里·斯库拉托夫（或长相类似的人）调戏妓女的片段。《报导》从90年代末开始具有官方媒体的特征。
1999年8月1日，“报导”节目组改制为一家独立的联邦国有单一制企业，自此节目每条新闻结尾会读出摄制组成员的姓名，并以“Вести”或者“某某分部，Вести”作结，若有必要还会附上所在国家。
1999年秋，节目播出时间大幅调整，早间档《报导》在《早安，俄罗斯！》节目时段的7:00、8:00和9:00播出，9:00开始节目每四个小时面向全国播出一次，时间为9:00、13:00、17:00、21:00和1:00。《报导》成为俄罗斯第一个全天滚动直播的新闻节目。此外频道在19:00面向莫斯科播出一档《报导》，其他大部分地区在这一时段播出地方新闻。19:00档及21:00档由两名主播主持。《报导》节目在周六播出两次（13:00和21:00），在周日播出一次（13:00）。周末的播出安排从1999年8月28日持续到2000年2月20日。

### 2000年代
2000年1月31日，前独立电视台总监奥列格·多布罗杰耶夫接任全俄国家电视广播公司主席，频道从2月21日开始调整新闻节目时间，工作日6:00、7:00、8:00、9:00、13:00、17:00、20:00和0:00播出（2000年3月20日起，工作日最后一期调整至23:00），周末则在13:00及20:00播出。节目主播安排几乎全部调整，近800名员工在奥列格·多布罗杰耶夫的提议下被解雇。这一时期开始，每逢议会及总统选举，节目将推出《报导.选举20XX》特别版，从20:00持续播出至3:00，播出候选人竞选总部的直播连线和报道，2007年开始也直播政治脱口秀节目。
2000年7月31日起，13:00档推迟一小时播出，11:00档恢复播出，节目工作日播出安排为6:00、7:00、8:00、9:00、11:00、14:00、17:00、20:00和23:00。2000年10月6日，“报导”节目组不再作为独立的法律实体存在，而被整合进РТР旗下，成立“报导”资讯节目部，每条新闻不再说明摄制组成员姓名，通讯员的姓名也只在出镜时才显示（2001至2010年间不显示）。2000至2002年间，有不少独立电视台的通讯员随多布罗杰耶夫转职РТР，有些通讯员从俄罗斯各地招募，既有来自当地的国家电视广播公司，也有来自地方商业电视台。
奥列格·多布罗杰耶夫上任后，《报导》节目收视率和影响力均有所提高，《报导》在这一时期播出不少独家报道，例如库尔斯克号核潜艇事故报道、对被俘车臣司令萨尔曼·拉杜耶夫的专访等等，俄罗斯其他全国频道几乎无法竞争。不过《报导》在这一时期的报道也遭到记者批评，有媒体人士批评《报导》过度关注总统及总理的出访活动，也有媒体批评栏目在惨剧发生后吃人血馒头。
2001年2月12日，面向莫斯科地区的新闻节目《报导-莫斯科》 开播，节目初期在晚间档《报导》结束之后的20:30播出。此后该栏目的播出次数增加。
2001年9月17日，РТР频道的新电视季度启动，20:00时长26分钟的《报导》延长至34分钟，同时节目更换新包装。
2002年世界杯期间，由于赛事在莫斯科时间上午及下午进行，6月1日至22日之间，《报导》日间版调整播出时间为10:00、15:00和17:30，在赛事前后播出。

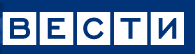
节目在2002年至2010年间使用的标志

2002年8月26日开始，《早安，俄罗斯！》时段播出的《报导》次数翻倍，每半小时播出一次，每次时间则减半为5至10分钟。同日起，地方电视台插播的新闻标题统一为“Вести-地名”的模式。2002年，夜间23:20的《报导-莫斯科》停播，之后从2002年8月26日至11月14日间，每逢周一至周四，同一时段新增一档全国版《报导》，随后再改为播出《报导+》。
俄罗斯频道（原РТР频道，现俄罗斯-1频道）从2003年3月开始24小时播出，《报导》增加5:00的播出，初期在转播欧洲新闻台的中间插播，之后从同年8月开始，改为在《早安，俄罗斯！》开头播出。
2006年1月10日开始，11:00档《报导》以蓝色字幕跑马灯的方式显示字幕，此后从3月6日开始17:00档也增加字幕。2008年5月11日起，14:00档增加字幕，而17:00档取消显示字幕。字幕包装样式沿用至今。
2006至2012年间，莫斯科时间3:00及5:00的《报导》改在报导频道（现俄罗斯24）播出。

### 2010年代
2010年9月5日，《报导》栏目全面更换包装，演播室翻新。
2010年10月4日至2012年3月16日间，17:00档《报导》改在16:00播出，详细梳理当天新闻事件，这一安排是为了“更全面、更及时地将当天新闻报道给观众”，并加强全国电视新闻的一体化（俄罗斯不少地区的转播版本将16:00档《报导》作为当天最后一期新闻）。该档新闻也改为两人播报，并和20:00档一样实行主播每周轮班制。不过由于16:00档收视率低于独立电视台的《今天》栏目，2012年3月19日起，16:00档《报导》改回17:00播出，2013年1月9日改为一人播报，5月27日起从30分钟缩短至10分钟。2015年2月2日至2016年8月19日间，17:00档延长至55分钟，分为两部分播出，中间17:10至17:30（此后改为17:30至17:50）播出地方新闻，之后从8月22日起，17:00档因国家杜马选举竞选人辩论而缩短至30分钟，此后从9月12日起由于脱口秀节目《60分钟》的开播而维持30分钟播出安排。
2011年8月29日起，《报导》开始在俄罗斯环球频道美洲版播出，时间为纽约时间20:00及23:00，第一名主播为阿纳斯塔西娅·贝拉亚。此后在美国版的俄罗斯环球频道上，早晨版本的《报导》栏目在《早安俄罗斯》节目时段播出（莫斯科时间），时间为周一至周六5:00、6:00和7:00（莫斯科时间），以及工作日5:30、6:30、7:30、8:00和8:30，而周末最后一期在莫斯科时间12:00（11月至3月）或13:00（3月至11月）播出，工作日在莫斯科时间20:00播出。2014年12月1日开始，俄罗斯环球频道欧洲版开始在工作日9:00（欧洲中部时间）播出。
2013年10月17日，节目更换包装，标识改为字母“В”和其他四个字母压缩成的四条竖线（2016年10月取消压缩成竖线的动画）。此后节目的演播室在2015年1月改造翻新，原先放置在后方的零散办公桌改为两张带LED灯条的长条办公桌，主播台改为玻璃材质。
2015年7月1日起，节目开始在俄罗斯-1高清版播出，使用16:9画幅，而俄罗斯-1标清版本则以14:9播出，直至2017年1月16日。2016年4月26日，节目开始以高清制作。
2016年10月10日开始，莫斯科本地新闻开始在周一至周六11:00、14:00、17:00和20:00档《报导》中作为独立环节播出（10月29日前也在周六7:40播出），上述时段的《报导》相应延长10至15分钟。10月24日开始，早间档《报导》也加入莫斯科新闻环节。
2016年10月至2019年3月，《报导》节目包装开始分阶段更换，包括节目标志（《本周报导》在2016年10月更换，《周六报导》、《本周城市》、《报导20:00》在2017年9月更换）、节目字幕、片头动画及背景音乐。
2016年11月5日至2018年4月14日间，周六8:00档《报导》改为只在莫斯科及莫斯科地区播出，其他地区在同时段播出地方新闻，而从2018年4月21日至2020年1月11日间，8:00《报导》取消，改为播出《俄罗斯.本地时间》（俄语：Россия. Местное время）栏目，该节目随后改在8:40播出，更名《本地时间.周六》（俄语：Местное время. Суббота）。2020年1月11日，该时段恢复播出《报导》。
2018年7月2日至9月2日间，《报导》主演播室改造，节目改在临时演播室播出，与主演播室设计相近，没有编辑部，屏幕较小。2018年9月2日莫斯科时间12:00开始，除9:00、11:00、14:00档《报导》，以及面向远东地区的《报导》（莫斯科时间1:00、3:00、5:00、7:00）外，其他时段的《报导》开始在改造完成的演播室播出，9月9日起各档《报导》栏目均在新演播室播出。节目主编称新演播室的设计有心理学家参与，以达到影响观众潜意识的目的。
2018年9月15日起，周六《早安俄罗斯》时段播出的《报导.早晨》改为每小时播出一次，不设地方新闻环节。2018年10月1日，工作日11:00、14:00、17:00的《报导》从53分钟左右缩短至40分钟（包括地方新闻环节）。
2018年10月8日至2020年3月27日间，17:00档《报导》只在莫斯科地区及俄罗斯环球频道播出，时长也因脱口秀节目《安德烈·马拉霍夫直播》的开播而缩短至20分钟，其他地区则在同一时段播出地方版《报导》。
2018年12月31日起，俄罗斯-1频道增设奇数时区版本，覆盖俄罗斯11个时区，《报导》播出安排调整，例如面向远东地区的20:00档改在莫斯科时间11:00（对应堪察加时间）而非12:00（对应马加丹时间）直播，而不同时区不同时段的节目同时播出的情况也有增加。此外由于录制《周六报导》、《本周报导》的需要，莫斯科版本部分时段的节目需要在《报导.责任单位》的演播室播出。
2019年3月4日起，9:00增加地方版《报导》时段，并由各地分台播出方言版本的《报导》。

### 2020年代
2020年1月11日至4月11日间，周末11:00的《报导》暂停播出，而此前在周六11:20及周日8:45的地方《报导》时段转移至8:00，并分成两部分播出，周六版分别以《报导.本地时间》（俄语：Вести. Местное время）和《本地时间.周六》（俄语：Местное время. Суббота）的名义播出，周日则以《本地时间.周日》（俄语：Местное время. Воскресенье）的名义播出。周六8:00档地方新闻时段为40分钟（两个部分各20分钟），周日为30分钟。
2020年3月20日，随着节目表调整，《报导》部分时段的播出安排变动，其中11:00、17:00档取消地方新闻时段，9:00档全部改为地方新闻时段，9:00、11:00档时长30分钟，14:00档时长50分钟，17:00档时长15分钟。
受新冠疫情防控影响，节目播出安排在2020年4月调整：4月20日起，面向俄罗斯中部的9:00档改为从《早安俄罗斯》演播室播出，由《报导.早晨》的主播主持，11:00档改由14:00档及17:00档的主播主持；4月24日起，莫斯科+1时区至+4时区的20:00档（莫斯科时间16:00录制）临时取消（2020年7月18日至8月23日之间的周末一度恢复播出）。此后在5月，由于《周六报导》节目组有员工确诊，主播谢尔盖·布里列夫需要隔离14天，5月23日及30日的《周六报导》改为播出20:00《报导》。

## 特别版本

### 报导——文化
报导——文化（俄语：Вести — Культура）从1997年11月3日至2001年10月5日以及2002年8月26日至2003年4月30日在工作日于文化频道播出（2000年前也在周末播出），1997至1999年间每天播出数次，2000至2001年以及2002至2003年每天播出一期，相比常规版本较短，主播也不同。1997至1999年及2000至2001年间，节目包装与РТР频道的常规版本一致，1999至2000年间改用《文化频道报导》（俄语：Вести на канале „Культура“）的标题，2002至2003年间改用《报导——文化》标题。1997年11月至2001年10月间，节目在印刷出版物中标注为《新闻》。
2003年5月5日开始，文化频道在工作日18:30播出《文化新闻》，替代《报导——文化》，不再播出政治新闻。

### 报导+
报导+（俄语：Вести+）是在2002年11月18日至2013年8月22日之间播出的全天最后一期新闻，在工作日深夜播出，播出时间时常变化，最初在23:00播出，此后改为0:00播出，停播之前在1:30左右播出。2003年6月10日前，节目以脱口秀的形式播出，主持人为谢尔盖·帕什科夫。2003年8月11日起，改为回顾国内外趣味事件的节目，主播有格列布·皮亚诺赫、埃琳娜·戈里亚耶娃、德米特里·基谢列夫、欧内斯特·麦凯维修斯、安德烈·康德拉绍夫、康斯坦丁·塞敏、萨利玛·扎里夫、塔季扬娜·雷梅佐娃、埃琳娜·马丁诺娃、玛丽亚·西特尔、亚历山大·戈卢别夫、玛丽娜·金、伊戈尔·科盖文、法丽达·库尔班加列娃、奥克萨娜·库瓦耶娃、瓦西里·朱拉夫列夫、维拉·塔拉索娃、埃尔达·巴西利亚、伊戈尔·卡门斯基等。
莫斯科演播室面向莫斯科地区播出《报导+》，而其他地区的《报导+》则由各地地方电视台制作，内容均为地方、全国、国际新闻。除莫斯科版本以外的其他版本作为常规《报导》的环节播出。
2010年至2012年10月间，《报导+》增加天气环节，但只报道俄罗斯欧洲部分的天气，2012年10月1日天气环节分离出去，不过由于《报导+》是深夜时段最后一个节目，节目表仍将天气环节的时间纳入《报导+》中。
2013年8月26日，由于面向远东及美国版的《报导》改在莫斯科时间3:00播出，《报导+》取消播出。最后一期在8月22日播出，主播为奥克萨娜·库瓦耶娃。此后俄罗斯24频道从10月17日起在同时段播出《报导23:00》（俄罗斯-1频道在2014年2月也曾播出）。

### 报导23:00
报导23:00（俄语：Вести в 23:00）为深夜评论节目，曾在俄罗斯-1、俄罗斯HD、俄罗斯24以及俄罗斯环球频道上播出。节目初期在俄罗斯环球频道美国版播出，2013年10月17日开始在莫斯科时间23:00于俄罗斯24频道播出，主播为叶夫根尼·波波夫，此后从2014年7月开始，马克西姆·基谢廖夫也加入节目主播之列。2014年2月24日至3月13日，节目改在俄罗斯-1频道播出，时长10分钟。之后从3月14日起改在俄罗斯24频道播出，时长40至50分钟，特别版提前至21:00播出，时长3小时。2014年10月至2015年3月间，节目在莫斯科时间2:00重播。
俄罗斯环球频道美国版在东部时间23:00播出（对应莫斯科时间6:00（夏季）或7:00（冬季）），为远东版本的重播版，主播有亚历山大·叶夫列莫夫（2014年12月15日至2015年1月30日及2015年2月24日至9月）和奥克萨娜·库瓦耶娃（2011年9月5日至2015年）。
2016年6月28日，节目获得TEFI奖“最佳新闻节目”奖项。
2017年2月2日起，安东·斯捷潘年科偶尔接替马克西姆·基谢廖夫担任节目主播。同年3月，斯坦尼斯拉夫·纳坦宗开始主持节目，最初在其他主播缺席时代班，此后接替马克西姆·基谢廖夫。
2020年3月16日起，由于俄罗斯24频道节目编排调整，节目暂停播出，主播斯坦尼斯拉夫·纳坦宗和安东·斯捷潘年科前去主持《第五演播室》节目。此后《报导23:00》恢复播出，由阿列克谢·卡扎科夫主持。

### 周六报导
周六报导（俄语：Вести в субботу）为周六新闻回顾及访谈节目，于2008年9月6日开播，由谢尔盖·布里列夫主持，初期在14:00播出，此后改为20:00播出，时长1小时。
2008年9月13日至2016年9月10日间，节目在11:00、14:00和20:00各播出一次，各时区版本同步直播三次节目。2008年秋季开始，节目设有头条新闻（2016年7月以前上午版本设有财经观察环节、报章评论环节）、特别报道和访谈环节。节目也在23:00于俄罗斯24频道播出“面向政治爱好者”的详尽版本。
2016年9月10日至2018年12月29日之间，节目在莫斯科时间12:00（俄罗斯-1频道+8版本直播，+6、+4、+2版本在20:00重播）、20:00（俄罗斯-1频道莫斯科版本直播）和23:00（在俄罗斯24频道直播），演播室增设触摸屏。
2019年3月23日至2020年1月11日间，节目改为直播两次，分别为莫斯科时间11:00（在堪察加和楚科奇作为晚间档播出，在俄罗斯中央地区和加里宁格勒作为上午档播出，并在11:20设有面向莫斯科地区的地方新闻环节）、20:00（在俄罗斯中央地区和加里宁格勒作为晚间档播出）。
2020年1月11日起，莫斯科时间11:00版本不再于俄罗斯中央地区和加里宁格勒播出，同时段改为从另一演播室播出常规《报导》。此外节目也面向西伯利亚、乌拉尔、伏尔加河等地区以及其他中亚国家分别录制问候语（俄罗斯-1频道+6、+5、+4、+3、+2、+1版本以及俄罗斯环球频道亚洲版），23:00在俄罗斯24播出的版本也另外录制问候语。
2013年以前，节目一般在暑假停播，同一时段改播常规《报导》。2014年3月开始，若谢尔盖·布里列夫因暑假或其他假期缺席，同一时段改播《报导20:00》。

### 本周报导
本周报导（俄语：Вести недели）为一周新闻总结栏目，周日20:00播出。节目在2001年9月16日开播，初期由叶夫根尼·雷文科担任主播，2003年8月31日至2007年2月11日由谢尔盖·布里列夫主持，2007年2月18日至2008年7月13日由安德烈·康德拉绍夫主持，2008年9月7日至2012年7月8日再度由叶夫根尼·雷文科主持，2012年9月9日开始由德米特里·基谢列夫主持。
2013年以前，节目一般在暑假停播，同一时段改播常规《报导》。2014年3月开始，若德米特里·基谢列夫因暑假或其他假期缺席，同一时段改播《报导20:00》，并增设一周新闻回顾环节。

### 报导.细节
报导.细节（俄语：Вести. Подробности）是1994年1月10日至2006年5月23日之间播出的全天新闻回顾节目，主播包括谢尔盖·多连科、尼古拉·斯瓦尼泽、弗拉迪斯拉夫·弗拉尔科夫斯基、德米特里·亚库什金、塔季扬娜·胡多比娜（90年代）、谢尔盖·帕什科夫、塔蒂亚娜·奥尔多希娜、安德烈·比斯特里茨基、德米特里·基谢列夫、欧内斯特·麦凯维修斯、德米特里·迪布罗夫、谢尔盖·布里列夫（均在2000年代）等。2001年7月12日前，节目名称为《细节》（俄语：Подробности），此后并入17:00、23:00档《报导》，更名为《报导.细节》。

### 报导.责任单位
报导.责任单位（俄语：Вести. Дежурная часть）报道法治、刑事案件相关消息，于2002年7月1日在俄罗斯频道开播，工作日每天播出4至5期，第一档在上午播出，最后一档在凌晨4时至5时频道开播前播出。2014年前，节目在周六11:20播出。2014至2016年间，节目在工作日只于14:50播出一档。目前该节目只在俄罗斯24频道播出，工作日在18:30和21:30播出，周六在18:15播出，节目主播包括塔蒂亚娜·彼得罗娃、德米特里·斯米尔诺夫。

### 报导.本地时间
报导.本地时间（俄语：Вести. Местное время）从2001年开始设立，由地方电视分台插播地方新闻节目，播出时段从工作日5:00至21:20：《早安俄罗斯》时段每个整点7分钟及35分钟各播出一次，从5:00持续至9:00；9:00、14:30、21:05各播出一次（2020年前地方新闻时段在每次全国新闻结束后播出）。周末则在8:00播出，其中周日播出梳理一周各地新闻的节目《报导.本周城市》（俄语：Вести. Неделя в городе）
约2002至2008年间，报导20:00在全国新闻结尾，主播会以连线方式将时间交给其中一名地方分台的主播，用30秒介绍该主播将要报道的所在地新闻。此后这一环节也在11:00档出现，该时段的节目在远东地区作为晚间档播出。

### 报导——体育
报导——体育（俄语：Вести — Спорт）在1991年5月13日至2013年6月2日之间播出，最初在社会政治新闻之后播出，形式既有评论员画外解说，也有评论员出镜主持。2002年7月1日至2003年8月7日之间，体育环节也作为独立节目在俄罗斯频道日间及晚间播出。体育主播包括尼古拉·波波夫、弗拉基米尔·伊万尼茨基、德米特里·阿尼西莫夫、谢尔盖·阿尼西莫夫、奥列格·卓洛博夫（90年代）、叶卡捷琳娜·科诺瓦洛娃、安东·谢尔盖夫、安东·扎伊采夫、帕维尔·切雷米辛、德米特里·古贝尔涅夫和伊戈尔·布德尼科夫（2000年代）。
2003年6月体育频道开播后，《报导——体育》开始成为该频道的主要资讯节目，并有新主播加入，包括马克西姆·德姆科夫、奥尔加·瓦修科娃、阿列克谢·波波夫、亚娜·巴特尔希娜、亚历山大·库兹马克、达里亚·莫尔查诺娃、达里亚·拉夫罗娃、阿里娜·米罗诺娃、丹尼斯·斯托伊科夫。节目每天直播5至6次（此后改为4至5次），其中12:00档以跑马的形式提供字幕，2010年以前也在跑马中提供最新比赛结果。与俄罗斯-2频道其他节目一样，《报导——体育》并无固定播出时间，一般在6:45-7:00、9:00、12:00、16:00及19:00之间、23:00左右、凌晨1:00左右播出。
2010年底之前，节目也在俄罗斯-1频道播出，作为《报导》的环节，但播出时长缩短为3至5分钟，只在11:00播出，且只有画外解说的形式。2013年6月前，《报导——体育》在莫斯科时间3:00、10:00播出面向东部地区的版本，节目包装与《报导》统一，节目形式为画外解说评论，结尾显示“sportbox.ru”网站域名和俄罗斯-2频道的标志。
节目在2013年6月3日停播，取而代之的是同一时段播出的《大体育》（俄语：Большой спорт）栏目，播出时间有所延长，形式也有不同。2014年8月18日至2015年8月31日间也在收费平台的体育频道播出。

### 本地时间.报导——体育
本地时间.报导——体育（俄语：Местное время. Вести-Спорт）是2004年12月3日至2013年5月27日间体育频道（现在的俄罗斯-2）播出的地方体育栏目，一般在周五至周一上午或傍晚播出，停播前每周一播出一次。
由于体育频道覆盖面较小，再加上部分地方分台由私营企业运营，难以让所有分台参与节目制作，节目在2013年5月27日停播。

### 11点报导
11点报导（俄语：Вести в 11）是1995年10月至1998年1月间播出的非政治新闻节目，每周日（1996年4月开始也在周六）11:00播出，时长15分钟，节目口号为“这一周的好消息”。

### 报导.媒体
报导.媒体（俄语：Вести. Пресса）是在1996年至2000年左右播出的媒体摘要节目，初期节目标题为《报纸报导》（俄语：Вести с газетных полос）。节目摘编俄罗斯报纸和杂志的头条新闻和趣味文章，并播出通讯员、记者和报社编辑共同制作的新闻报道。
2006至2009年间，该节目也在报导频道（现俄罗斯24）作为独立栏目播出，节目名称为《媒体速递》（俄语：Пресс-экспресс），主播为安德烈·叶戈尔舍夫。

### 报导20:00
报导20:00（俄语：Вести в 20:00）是全天重点新闻时段，在俄罗斯-1频道（莫斯科版本、+1、+2、+3、+4版本，即俄罗斯欧洲地区、西伯利亚和乌拉尔地区）和俄罗斯环球频道播出，设有财经环节。节目在工作日播出，时长80分钟，其中65分钟为全国新闻时段，15分钟为地方新闻时段。从2020年4月24日开始，+1、+2、+3、+4版本的20:00档使用日间档的节目包装。此外俄罗斯-1频道+5、+6、+7、+8、+9版本（远东地区及东西伯利亚）也在各时区的20:00播出《报导》，时长及节目形式有所不同。
20:00档自节目开播以来便有设立（除1999年秋至2000年1月31日外）。20:00档在2001年9月17日从26分钟延长至34分钟，此外由于《本周报导》的开播，周日20:00不播出常规版本的《报导》。2006年5月15日，20:00档《报导》改为两名主播主持，播出时长延长为40分钟。2013年5月27日起，20:00档延长至50分钟。
2014年9月8日，20:00档开始冠以“报导20:00”（俄语：Вести в 20:00）的标题。2016年9月5日起，《报导20:00》节目形式发生变化，再度改为单人播报，并增加财经观察员评论环节（财经观察员由塔季扬娜·雷梅佐娃和奈莉亚·阿斯克扎德隔周交替担任）。2020年4月13日起，20:00档延长至80分钟，其中65分钟为全国新闻时段，15分钟为地方新闻时段。

## 主播
开播初期，节目主播来自苏联中央电视台的《电视新闻服务》栏目组，包括叶夫根尼·基谢廖夫、尤里·罗斯托夫、亚历山大·古尔诺夫、弗拉迪斯拉夫·弗拉尔科夫斯基和斯维特兰娜·索罗金娜，其中尤里·罗斯托夫、斯维特兰娜·索罗金娜主持20:00档，叶夫根尼·基谢廖夫、亚历山大·古尔诺夫主持23:00档，弗拉迪斯拉夫·弗拉尔科夫斯基主持周末版本。
1991年秋季，叶夫根尼·基谢廖夫离开节目组，加入《结果》栏目组，原先担任《报导》栏目通讯员的谢尔盖·多连科接任夜间版主播，此后通讯员亚历山大·沙什科夫也开始担任夜间版主播。
1992年初，通讯员阿里娜·莎拉波娃和谢尔盖·沃齐亚诺夫开始主持8:00和14:00的《报导》。1992年，阿纳托利·雅罗舍夫斯基开始担任节目主播。
1993年春季，通讯员塔季扬娜·胡多比娜接替亚历山大·古尔诺夫，担任夜间档主播，斯维特兰娜·索罗金娜开始担任周末版主播。1993年秋季，亚历山大·沙什科夫转职俄罗斯独立电视台，担任夜间版《今天》栏目主播。
1994年新增的直播版早间档《报导》由通讯员谢尔盖·达迪科和阿纳斯塔西娅·达迪科主持。
由于电视台方针变化，1997年11月21日，斯维特兰娜·索罗金娜离职，周末版《报导》由内莉·佩特科娃主持，2000年改由瓦西里·基克纳泽主持。同年12月，斯维特兰娜·索罗金娜转职独立电视台，亚历山大·古尔诺夫转职TSN电视公司，该公司为TV-6电视频道制作新闻节目。弗拉迪斯拉夫·弗拉尔科夫斯基转职另一家为РТР制作新闻节目的公司，担任《细节》栏目主播，一年后转职TSN电视公司。
1999年2月，节目主播米哈伊尔·波诺马列夫向俄罗斯总统及联邦政府写信，控诉电视台管理层“无能”、“有目的、有方法地破坏《报导》栏目和整个电视频道”、“试图在电视频道实行政治审查”，并要求时任全俄国家电视广播公司主席米哈伊尔·什维德科及其领导的管理层辞职。此次事件后，米哈伊尔·波诺马列夫不再主持节目，改为任职电视台政治观察员。
1999年秋季节目调整播出时间后，19:00及21:00档改为两名主播主持，前一周由阿纳斯塔西娅·达迪科和谢尔盖·达迪科主持（两人成为俄罗斯电视史上第一对同时主持一档新闻节目的夫妻），后一周由奥列格·阿拉雷金和奥尔加·卡克莉基娜主持。
1999年10月，米哈伊尔·波诺马列夫和安娜·巴甫洛娃离开节目组，转职TV-6频道，任职“МНВК ТВ-6 莫斯科”股份公司资讯服务部。此后节目主播亚历山大·萨波日尼科夫也转职TV-6频道。

### 现任主播
- 德米特里·康斯坦丁诺维奇·基谢列夫（俄语：Киселёв, Дмитрий Константинович）（2012年开始主持《本周报导》[161]；2005至2006年间主持《报导+》[162][163]；2006至2008年间偶尔主持晚间档[164]）
- 谢尔盖·鲍里索维奇·布里列夫（俄语：Брилёв, Сергей Борисович）（2008年开始主持《周六报导》；2001至2003年间主持晚间档；2003至2007年间主持《本周报导》；2010年主持俄罗斯24远东版本；接替阿纳斯塔西娅·贝拉亚，主持周末11:00档）
- 欧内斯特·格德瑞维·麦凯维修斯（俄语：Мацкявичюс, Эрнест Гедревич）（2008年开始主持20:00档《报导》[165]；2006至2008年主持日间档；2006至2008年主持《报导+》[90][91]）
- 伊戈尔·瓦迪莫维奇·科盖文（俄语：Кожевин, Игорь Вадимович）（2017年10月16日起主持俄罗斯欧洲部分版本的20:00《报导》；周二至周四0:00、周五23:00主持堪察加、楚科奇版本的《报导》；2017年前主持14:00和17:00档）
- 丹尼斯·谢尔盖耶维奇·波伦丘科夫（俄语：Полунчуков, Денис Сергеевич）（主持工作日11:00、14:00、17:00档；主持西伯利亚和乌拉尔版本的20:00《报导》）
- 伊琳娜·亚历山德罗芙娜·罗修斯（俄语：Россиус, Ирина Александровна）（2015至2016年主持晚间档；2016年开始主持工作日11:00、14:00、17:00档）
- 玛丽亚·爱德华多夫娜·西特尔（俄语：Ситтель, Мария Эдуардовна）（2003至2016年间主持晚间档；2001至2003年间主持日间档；2018年5月14日开始主持工作日11:00、14:00、17:00档，夏季主持周六版20:00《报导》）
- 塔季扬娜·雷梅佐娃（2008至2012年间主持《报导.财经》环节；2010至2015年间主持晚间档；2016年开始主持俄罗斯欧洲部分版本20:00《报导》的财经环节；2017年开始在夏季主持工作日11:00、14:00和17:00档[165]）
- 娜丽亚·瓦吉夫·凯兹·阿斯克-扎德（俄语：Аскер-заде, Наиля Вагиф кызы）（主持20:00档《报导》的财经环节）[165]
- 亚历山大·叶夫列莫夫（主持远东、西伯利亚和乌拉尔版本的工作日11:00档）
- 奥克萨娜·维塔利耶芙娜·库瓦耶娃（俄语：Куваева, Оксана Витальевна）（2008至2017年主持上午档；2017年开始主持远东、乌拉尔、西伯利亚版本的上午及下午档，以及周末11:00档）
- 叶夫根尼·根纳季耶维奇·罗日科夫（俄语：Рожков, Евгений Геннадьевич）（主持工作日20:00《报导》以及11:00、14:00和17:00档）

## 播出安排
- 《报导.早晨》（俄语：Вести. Утро）在《早安俄罗斯（俄语：Утро России）》节目时段播出，每次时长8分钟。

| 播出时间（莫斯科时间）及地区 | 播出日期   | 主播            | 主播          |
| 播出时间（莫斯科时间）及地区 | 播出日期   | 前一周          | 后一周        |
| --- | ---------- | --------------- | ------------- |
| 20:00、20:30、21:00、21:30、22:00、22:30、23:00、23:30（俄罗斯-1频道+9时区版本直播） 21:00、21:30、22:00、22:30、23:00、23:30、0:00、0:30、1:00、1:30、2:00、2:30、3:00、3:30、4:00、4:30、5:00、5:30、6:00、6:30、7:00、7:30（俄罗斯-1频道+8、+7、+6、+5、+4、+3、+2、+1版本以及俄罗斯环球频道亚洲版本（莫斯科时间+3）录播） 12:00、12:30、13:00、13:30、14:00、14:30、15:00、15:30（俄罗斯环球频道美国版本（莫斯科时间-7）录播） | 周日至周四 | 维拉·塔拉索娃   | 阿丽娜·吉列瓦 |
| 20:00、21:00、22:00（俄罗斯-1频道+9时区版本直播） 21:00、22:00、23:00、0:00、1:00、2:00、3:00、4:00、5:00、6:00（俄罗斯-1频道+8、+7、+6、+5、+4、+3、+2、+1版本以及俄罗斯环球频道亚洲版本（+3）录播） 12:00、13:00、14:00、15:00（俄罗斯环球频道美国版本（-7）录播） | 周五       | 维拉·塔拉索娃   | 阿丽娜·吉列瓦 |
| 5:00、5:30、6:00、6:30、7:00、7:30、8:00、8:30（俄罗斯-1莫斯科版本、俄罗斯环球频道独联体、欧洲版本直播） | 周一至周五 | 安德烈·舍夫佐夫 | 尼古拉·祖斯克 |
| 5:00、6:00、7:00（俄罗斯-1莫斯科版本、俄罗斯环球频道独联体、欧洲版本（+0）直播） | 周六       | 安德烈·舍夫佐夫 | 尼古拉·祖斯克 |

- 莫斯科演播室在工作日0:00至10:00每小时播出一次《报导》，每次时长30至50分钟，部分时区版本在对应时区的9:00、11:00、14:00、17:00、20:00播出。其中除+8、+9版本外，周一至周四各时区的9:00档标题为《本地时间.报导9:00》（俄语：Местное время. Вести в 9:00），11:00档标题为《报导11:00》，14:00档标题为《报导14:00》（+3、+2、+1版本除外），17:00档标题为《报导17:00》（+9、+8、+7版本）。20:00档标题为《报导20:00》，只在美国版本的俄罗斯环球频道播出（东部夏令时间20:00）。此外在2012年12月17日前，3:00及5:00的节目（莫斯科时间）也在俄罗斯24播出。上述时段的《报导》由亚历山大·叶夫列莫夫和奥克萨娜·库瓦耶娃隔周交替主持。
  - 0:00：周一在俄罗斯-1频道+9版本直播
  - 1:00：周一在俄罗斯-1频道+8版本录播
  - 2:00：俄罗斯-1频道+9、+7版本直播
  - 3:00：俄罗斯-1频道+8、+6版本录播，俄罗斯环球频道美国版在夏季（-7）周二至周五录播
  - 4:00：俄罗斯-1频道+7、+5版本录播，俄罗斯环球频道美国版在冬季（-8）周二至周五录播
  - 5:00：俄罗斯-1频道+9、+6、+4版本直播
  - 6:00：俄罗斯-1频道+8、+5、+3版本录播，俄罗斯环球频道亚洲版（+3）录播
  - 7:00：俄罗斯-1频道+7、+4、+2版本直播
  - 8:00：俄罗斯-1频道+9、+6、+3、+1版本录播，俄罗斯环球频道亚洲版（+3）录播
  - 9:00：俄罗斯-1频道+8、+5、+2版本录播
  - 10:00：俄罗斯-1频道+7、+4、+1版本录播

- 莫斯科演播室在工作日9:00直播一档30分钟的《报导》，标题为《本地时间.报导9:00》，面向俄罗斯-1频道莫斯科版本、俄罗斯环球频道独联体、欧洲版本播出，由丹尼斯·波伦丘科夫（俄语：Полунчуков, Денис Сергеевич）和伊琳娜·罗修斯（俄语：Россиус, Ирина Александровна）隔周交替主持。

- 莫斯科演播室在工作日11:00直播一档30分钟至1小时的《报导》，部分时区版本在对应时区的11:00、14:00、17:00、20:00播出，提供字幕，并设有天气环节，由丹尼斯·波伦丘科夫和伊琳娜·罗修斯隔周交替主持。播出安排如下：
  - 11:00：俄罗斯-1频道莫斯科版本、+9、+6、+3版本、俄罗斯环球频道亚洲版（+3）、独联体及欧洲版本（+0）直播
  - 12:00：俄罗斯-1频道+8、+5、+2版本录播
  - 13:00：俄罗斯-1频道+7、+4、+1版本录播

- 莫斯科演播室在工作日14:00直播一档30分钟至1小时的《报导》，部分时区版本在对应时区的14:00、17:00、20:00播出，提供字幕，并设有天气环节，由玛丽亚·西特尔和叶夫根尼·罗日科夫（偶尔由塔季扬娜·雷梅佐娃代班）隔周交替主持。播出安排如下：
  - 14:00：俄罗斯-1频道莫斯科版本、+6、+3版本、俄罗斯环球频道亚洲版（+3）、独联体及欧洲版本（+0）直播
  - 15:00：俄罗斯-1频道+5、+2版本录播
  - 16:00：俄罗斯-1频道+1版本录播

- 莫斯科演播室在工作日17:00直播一档15分钟的《报导》，在俄罗斯-1频道莫斯科版本、俄罗斯环球频道独联体及欧洲版本（+0）播出，也临时在俄罗斯-1频道+3版本、俄罗斯环球频道亚洲版（+3）作为《报导20:00》播出，由玛丽亚·西特尔和叶夫根尼·罗日科夫（偶尔由塔季扬娜·雷梅佐娃代班）隔周交替主持。

- 莫斯科演播室在工作日16:00至20:00每小时播出一次《报导》，在+4、+3、+2、+1时区以《报导20:00》（俄语：Вести в 20:00）名义播出，作为全天重点新闻时段，设有财经环节，时长1小时20分钟，并在+8、+9时区重播剪辑版，时长25至30分钟。播出安排如下：

| 播出时间 （莫斯科时间） | 播出地区                                                                         | 主播              | 主播                |
| 播出时间 （莫斯科时间） | 播出地区                                                                         | 前一周            | 后一周              |
| ----------------------- | -------------------------------------------------------------------------------- | ----------------- | ------------------- |
| 16:00                   | 俄罗斯-1频道+4版本直播                                                           | 丹尼斯·波伦丘科夫 | 欧内斯特·麦凯维修斯 |
| 17:00                   | 俄罗斯-1频道+3版本直播                                                           | 丹尼斯·波伦丘科夫 | 欧内斯特·麦凯维修斯 |
| 18:00                   | 俄罗斯-1频道+2版本录播                                                           | 丹尼斯·波伦丘科夫 | 欧内斯特·麦凯维修斯 |
| 19:00                   | 俄罗斯-1频道+1版本录播                                                           | 丹尼斯·波伦丘科夫 | 欧内斯特·麦凯维修斯 |
| 20:00                   | 俄罗斯-1频道莫斯科版本、俄罗斯环球频道独联体及欧洲版本（+0）、美国版本（-7）直播 | 伊戈尔·科盖文     | 欧内斯特·麦凯维修斯 |
| 周二至周五0:00          | 俄罗斯-1频道+9版本录播                                                           | 伊戈尔·科盖文     | 欧内斯特·麦凯维修斯 |
| 周二至周五1:00          | 俄罗斯-1频道+8版本录播                                                           | 伊戈尔·科盖文     | 欧内斯特·麦凯维修斯 |

- 周六8:00播出时长20至40分钟的《本地时间.报导8:00》（俄语：Местное время. Вести в 8:00），由亚历山大·叶夫列莫夫和奥克萨娜·库瓦耶娃隔周交替主持。播出安排如下：
  - 23:00：俄罗斯-1频道+9版本直播
  - 0:00：俄罗斯-1频道+8版本录播
  - 1:00：俄罗斯-1频道+7版本录播
  - 2:00：俄罗斯-1频道+6版本直播
  - 3:00：俄罗斯-1频道+5版本录播
  - 4:00：俄罗斯-1频道+4版本录播
  - 5:00：俄罗斯-1频道+3版本、俄罗斯环球频道亚洲版（+3）直播
  - 6:00：俄罗斯-1频道+2版本录播
  - 7:00：俄罗斯-1频道+1版本录播
  - 8:00：俄罗斯-1频道莫斯科版本、俄罗斯环球频道独联体及欧洲版本（+0）直播

- 周六及周日11:00播出时长15至30分钟的《报导11:00》（俄语：Местное время. Вести в 11:00），主播包括亚历山大·叶夫列莫夫、丹尼斯·波伦丘科夫、玛丽亚·西特尔（俄语：Ситтель, Мария Эдуардовна）、奥克萨娜·库瓦耶娃、伊琳娜·罗修斯、叶夫根尼·罗日科夫。播出安排如下：
  - 2:00：俄罗斯-1频道+9版本直播
  - 3:00：俄罗斯-1频道+8版本录播
  - 4:00：俄罗斯-1频道+7版本录播
  - 5:00：俄罗斯-1频道+6版本直播
  - 6:00：俄罗斯-1频道+5版本录播
  - 7:00：俄罗斯-1频道+4版本录播（周六）或直播（周日）
  - 8:00：俄罗斯-1频道+3版本直播（周六）或录播（周日）
  - 9:00：俄罗斯-1频道+2版本录播
  - 10:00：俄罗斯-1频道+1版本录播
  - 11:00：俄罗斯-1频道莫斯科版本、俄罗斯环球频道独联体及欧洲版本（+0）直播

- 周六20:00播出周六新闻总结及访谈节目《周六报导》（俄语：Вести в субботу），时长1小时（俄罗斯24频道播出2小时），由谢尔盖·布里列夫主持。播出安排如下：
  - 11:00：俄罗斯-1频道+9版本直播
  - 12:00：俄罗斯-1频道+8版本录播
  - 13:00：俄罗斯-1频道+7版本录播
  - 14:00：俄罗斯-1频道+6版本录播
  - 15:00：俄罗斯-1频道+5版本录播
  - 16:00：俄罗斯-1频道+4版本录播
  - 17:00：俄罗斯-1频道+3版本、俄罗斯环球频道亚洲版（+3）录播
  - 18:00：俄罗斯-1频道+2版本录播
  - 19:00：俄罗斯-1频道+1版本录播
  - 20:00：俄罗斯-1频道莫斯科版本、俄罗斯环球频道独联体及欧洲版本（+0）、美国版本（-7）直播
  - 23:00：俄罗斯24频道录播播出延长版访谈
  - 周日3:00：俄罗斯环球频道美国版（-7）录播（夏季）
  - 周日4:00：俄罗斯环球频道美国版（-8）录播（冬季）

- 周日8:00播出各地一周新闻回顾节目《报导.本周城市》（俄语：Вести. Неделя в городе），时长30分钟，由雅罗斯拉夫·克拉辛科主持。播出安排如下：
  - 周六23:00：俄罗斯-1频道+9版本直播
  - 0:00：俄罗斯-1频道+8版本录播
  - 1:00：俄罗斯-1频道+7版本录播
  - 2:00：俄罗斯-1频道+6版本录播
  - 3:00：俄罗斯-1频道+5版本录播
  - 4:00：俄罗斯-1频道+4版本录播
  - 5:00：俄罗斯-1频道+3版本、俄罗斯环球频道亚洲版（+3）直播
  - 6:00：俄罗斯-1频道+2版本录播
  - 7:00：俄罗斯-1频道+1版本录播
  - 8:00：俄罗斯-1频道莫斯科版本、俄罗斯环球频道独联体及欧洲版本（+0）直播

- 周日20:00播出一周新闻回顾节目《本周报导》（俄语：Вести недели），时长2小时，由德米特里·基谢列夫（俄语：Киселёв, Дмитрий Константинович）主持。播出安排如下：
  - 11:00：俄罗斯-1频道+9版本直播
  - 12:00：俄罗斯-1频道+8版本录播
  - 13:00：俄罗斯-1频道+7版本录播
  - 14:00：俄罗斯-1频道+6版本录播
  - 15:00：俄罗斯-1频道+5版本录播
  - 16:00：俄罗斯-1频道+4版本录播
  - 17:00：俄罗斯-1频道+3版本、俄罗斯环球频道亚洲版（+3）录播
  - 18:00：俄罗斯-1频道+2版本录播
  - 19:00：俄罗斯-1频道+1版本录播
  - 20:00：俄罗斯-1频道莫斯科版本、俄罗斯环球频道独联体及欧洲版本（+0）、美国版本（-7）直播
  - 23:00：俄罗斯24频道录播播出
  - 周一3:00：俄罗斯环球频道美国版（-7）录播（夏季）
  - 周一4:00：俄罗斯环球频道美国版（-8）录播（冬季）

## 网站
1998年8月7日，《报导》节目开设第一个网站，域名为vesti-rtr.com（此后改为vesti-rtr.ru）。